# Гилкс, Альфред
Альфред Гилкс (англ. Alfred Gilks; 29 декабря 1891, Лос-Анджелес, Калифорния — 6 сентября 1970, Голливуд, Калифорния) — американский кинооператор. Лауреат премии «Оскар» за лучшую операторскую работу в фильме «Американец в Париже».

## Биография
Родился 29 декабря 1891 года в штате Калифорния, США. С 1920 года начал работать в кино. Дебютировал в качестве кинооператора на съёмках картины «Двойная скорость» режиссёра Сэма Вуда, с которым он потом работал на фильмах «Великий момент», «Не говори ничего», «За скалами», «Блудные дочери» и «Восьмая жена Синей Бороды». Работал во второй бригаде операторов на съёмках вестерна 1956 года «Искатели». Известен по фильмам «Млечный Путь» и «Американец в Париже».
Умер 6 сентября 1970 года в Голливуде, США.

## Избранная фильмография
- 1925 — Авиапочта / The Air Mail (реж. Ирвин Виллат)
- 1926 — Старые броненосцы / Old Ironsides (реж.  Джеймс Круз)
- 1928 — Рыжая / Red Hair (реж. Кларенс Баджер)
- 1936 — Млечный Путь / The Milky Way (реж. Лео Маккэри)
- 1951 — Американец в Париже / An American in Paris (реж. Винсент Миннелли)
- 1951 — Лесси в разрисованных холмах / The Painted Hills (реж. Харольд Ф. Кресс)

## Награды
- Лауреат премии «Оскар» 1952 года совместно с Джоном Олтоном за лучшую операторскую работу в фильме «Американец в Париже»[2]